# Burnt Oak (stanice metra v Londýně)
Burnt Oak je stanice metra v Londýně, otevřená 27. října 1924 jako Burnt Oak (Watling). K přejmenování došlo roku 1950. Stanici navrhl Stanley Heaps. Roku 1925 byla dostavěna odbavovací hala. Autobusovou dopravu zajišťují linky 114, 204, 251, 302, 305 a noční linka N5. Stanice se nachází v přepravní zóně 4 a leží na lince:
- Northern Line (mezi stanicemi Edgware a Colindale)

| Rok  | Počet cestujících |
| ---- | ----------------- |
| 2011 | 3,79 mil          |
| 2012 | 3,62 mil          |
| 2013 | 3,61 mil          |
| 2014 | 4,08 mil          |